# Amphoe Tha Phae
Amphoe Tha Phae (thailändisch อำเภอ ท่าแพ) ist ein Landkreis (Amphoe – Verwaltungs-Distrikt) in der  Provinz Satun. Die Provinz Satun liegt in der Südregion von Thailand an der Westküste der Malaiischen Halbinsel.

## Geographie
Benachbarte Landkreise und Gebiete sind (von Nordwesten im Uhrzeigersinn): Die Amphoe La-ngu, Khuan Kalong, Khuan Don und Mueang Satun. Alle Amphoe liegen in der Provinz Satun. Nach Südwesten liegt die Andamanensee.

## Geschichte
Tha Phae wurde am 1. Mai 1976 zunächst als Kleinbezirk (King Amphoe) eingerichtet, indem die beiden südwestlichen Tambon Tha Phae und Pae Ra vom Amphoe Khuan Kalong abgetrennt wurden. 
Am 4. Juli 1994 bekam Tha Phae den vollen Amphoe-Status.

## Verwaltung

### Provinzverwaltung
Amphoe Tha Phae ist in vier Unterbezirke (Tambon) eingeteilt, welche weiter in 28 Dorfgemeinschaften (Muban) unterteilt sind. 
| Nr. | Name     | Thai  | Dörfer | Einwohner | Fläche (km²) |
| --- | -------- | ----- | ------ | --------- | ------------ |
| 1.  | Tha Phae | ท่าแพ  | 9      | 9.696     | 57,62        |
| 2.  | Pae-ra   | แป-ระ | 6      | 5.697     | 36,94        |
| 3.  | Sakhon   | สาคร  | 7      | 7.591     | 67,18        |
| 4.  | Tha Ruea | ท่าเรือ | 6      | 4.765     | 50,21        |

### Lokalverwaltung
Jeder der vier Tambon wird von einer „Tambon-Verwaltungsorganisation“ (TAO, องค์การบริหารส่วนตำบล) verwaltet.